# Waterchiller
Un waterchiller est un système de refroidissement de matériel informatique réunissant watercooling et phase-change cooling.

## But
Un système de phase-change cooling permet difficilement de refroidir plusieurs composants d'un ordinateur, des évaporateurs en parallèle étant assez contraignant et nécessitant des calculs précis, mais il permet d'atteindre facilement des températures négatives. Un système de watercooling permet facilement de refroidir la majorité des composants d'un ordinateur en un seul circuit, mais les températures obtenues ne sont de loin pas aussi basses qu'avec un phase-change cooling. Un waterchiller, en réunissant ces deux systèmes, permet de supprimer les deux principaux défauts de chaque système, on obtient un système permettant de refroidir plusieurs composants grâce à un seul circuit, tout en ayant des températures négatives. Le problème d'un phase-change cooling qui persiste ici est celui de la condensation, qui rend dangereux le refroidissement de l'alimentation ou des disques durs.
Il faut néanmoins être très prudent même lors du refroidissement du CPU, GPU et le northbridge car les tuyaux et les waterblock forment rapidement de la condensation dû au phénomène du point de rosé. Il faut donc isoler thermiquement toutes les parties métalliques et les tuyaux.
Ceci se fait généralement à l'aide de mousse et de mastique de silicone.

## Fonctionnement
Un waterchiller consiste à faire tremper l'évaporateur d'un système de phase-change cooling dans le réservoir d'un système de watercooling. Le liquide refroidi du watercooling circule alors dans tout le circuit de ce dernier, refroidissant souvent le CPU, le GPU et le northbridge à la fois. Le réservoir tient donc le rôle d'échangeur thermique entre le fluide du phase-change cooling et le liquide du watercooling.
Le liquide du watercooling atteignant des températures négatives facilement, jusqu'à par exemple -30 ou −40 °C suivant le système de phase-change cooling, l'utilisation d'eau pure est impossible, celle-ci gèlerait dans les tuyaux. Un mélange d'eau et d'un autre liquide qui gèle moins facilement est donc réalisé, par exemple avec du méthanol, de l'acétone, un composé de glycol ou un autre liquide de refroidissement. En modifiant le ratio eau/méthanol (par exemple), on peut faire varier la température à laquelle le liquide va se solidifier.